# Natalia Pulkovska
Natalia Pulkovska –en ucraniano, Наталя Пулковська– (4 de junio de 1988) es una deportista ucraniana que compite en lucha libre. Ganó una medalla de plata en el Campeonato Europeo de Lucha de 2014, en la categoría de 48 kg.

## Palmarés internacional
| Campeonato Europeo | Campeonato Europeo | Campeonato Europeo | Campeonato Europeo |
| Año                | Lugar              | Medalla            | Categoría          |
| ------------------ | ------------------ | ------------------ | ------------------ |
| 2014               | Vantaa (Finlandia) | Medalla de plata   | 48 kg              |